# Leopold Karl Theodor Fröbel
Leopold Karl Theodor Fröbel (* 11. oder 31. Juli 1810 in Griesheim bei Arnstadt; † 3. Oktober 1893 in Zürich) war ein deutscher und später auch Schweizer Kunstgärtner, Landschaftsarchitekt, Pflanzenzüchter und Gründer eines angesehenen Gartenbaubetriebes in Zürich, der ersten privaten Handelsgärtnerei der Schweiz. Der Deutsche Theodor Fröbel erhielt 1875 das Bürgerrecht von Riesbach bei Zürich. In Hirslanden in Zürich Kreis 7 ist die Fröbelstrasse nach ihm benannt.

## Lebenslauf
Theodor Fröbel wurde als vierter Sohn des Pfarrers Johann Michael Christoph Fröbel in Griesheim bei Arnstadt geboren. Einer seiner Brüder war der Mineraloge Karl Ferdinand Julius Fröbel, ein anderer Bruder war Karl Friedrich Fröbel. Theodor Fröbel konnte in seiner Jugend seinen Interessen an der Pflanzenzucht im mit seltenen Obstsorten besetzten großen Pfarrgarten nachgehen. Nach dem Tod seines Vaters wurde er auch von seinem Onkel Friedrich Fröbel erzogen.
In seiner Ausbildungs- und Wanderzeit arbeitete er in verschiedenen botanischen Gärten (u. a. Göttingen, Eisenach, München und Weimar). In den königlichen Gärten von Sanssouci konnte er auch von dem bekannten Gartenarchitekten Peter Joseph Lenné lernen.
In Zürich waren zwei seiner Brüder beruflich tätig, dort wurde er im Jahr 1834 als Universitätsgärtner angestellt und legte als seine erste Aufgabe den neuen öffentlichen botanischen Garten «Zur Katz» an. Zur Aufbesserung des geringen Einkommens wurde ihm von der Universitätsleitung Zucht und Verkauf von Pflanzen neben seiner sonstigen beruflichen Tätigkeit erlaubt. Im Jahr 1835 gründete er zusammen mit Heinrich Würth die die erste Handelsgärtnerei der Schweiz, Fröbel & Würth. Aufgrund des wirtschaftlichen Erfolges gab er 1841 die Stelle als Universitätsgärtner auf. Sein Teilhaber wanderte aus und Fröbel führte das vergrösserte Unternehmen Fröbel & Cie. seit 1841 als Alleininhaber an einer neuen Adresse weiter.
Viele reiche Zürcher Familien waren nach der Niederlegung der Stadtbefestigung um vornehme Villen in der Umgebung bemüht. Fröbel gestaltete dann oft den dazugehörigen großen Garten, darunter zum Beispiel den Garten für die Familie Wesendonck, den heutigen Rieterpark. Dazu kamen auch Aufträge der Städte Zürich (Stadelhofer-Anlage, Sihlhölzli, Öffentliche Anlage am Stadthaus Zürich), Cham (Villettepark) und Winterthur sowie zur Umgestaltung bereits bestehender Gartenanlagen (Park des Muraltengutes).
Fröbel legte die meisten Gärten dem Stil der Zeit entsprechend als Landschaftsgärten mit geschwungenen Wegen und asymmetrisch angeordneten Sträuchern und Bäumen an. Dabei versuchte er im Gegensatz zu den gängigen Entwurfsmustern möglichst die vorhandene Landschaft einzubeziehen und größere Bodenveränderungen zu vermeiden. Seine frühen Entwürfe entsprechen aber auch noch dem symmetrischen, «französischen» Stil, den er bei Lenné kennengelernt hatte.
Neben der Landschaftsgärtnerei und der Handelsgärtnerei betrieb Fröbel auch Pflanzenzucht. Trotz der noch unvollkommenen Erkenntnisse der Vererbungslehre war er mit seinen Kreuzungen recht erfolgreich. Wegen der teilweise nach seinen (Fröbels) Verwandten benannten Varianten der Christrosen besuchte ihn der Architekt Peter Behrens häufig. Zu seinen Zuchterfolgen gehörten auch verschiedene Sorten des Rittersporns, der Japanischen Zierquitte, seine verschiedenen Waldreben- und Ceanothus-Sorten, die Deutzia crenata candidissma 'Plena' sowie Varianten des Abendländischen Lebensbaumes. Für die Zürcher Bahnhofstrasse hatte er spezielle Silberlinden gezüchtet.
Fröbel war verheiratet mit Berta Amalia Hegetschweiler, der Tochter des Botanikers Johannes Jacob Hegetschweiler. Sein Sohn Otto Karl Fröbel trat im Jahr 1865 in die Firma ein, was Theodor Fröbel mehr Zeit für die Pflanzenzucht und die anerkannt gute Lehrlingsausbildung verschaffte. Im Jahr 1890 übertrug er die Firma endgültig an seinen Sohn Otto, der sie für drei Jahre zusammen mit Evariste Mertens und anschliessend alleine weiterführte. Theodor Fröbel war bis zu seinem Tod weiterhin in der Firma tätig.

## Werke
- Alter Botanischer Garten Zürich (in der Innenstadt)
- Rieterpark, Zürich
- Villettepark, Cham ZG
- Öffentliche Anlage am Stadthaus Zürich
- Stadelhofer-Anlage / Stadelhoferplatz, Zürich
- Sihlhölzli-Anlage, Zürich
- Park des Muraltengutes, Zürich
- Garten der Villa Martinsburg

## Pflanzenzüchtungen
- verschiedene Christrosen (Dora Fröbel, Gertrud Fröbel, Robert Fröbel)
- 18 verschiedene Sorten des Rittersporns
- Clematis-Sorten
- Ceanothus-Sorten
- Sorten der Japanischen Zierquitte
- Thuja occidentalis «Froebeli», Thuja occidentalis «Bodmeri»